# Nikole Hannah-Jones
Nikole Hannah-Jones (Waterloo, 9 de abril de 1976) é uma jornalista investigativa norte-americana do The New York Times Magazine com foco em desigualdade e a injustiça racial, e é ganhadora do Prêmio Pulitzer no Projeto 1619. Hannah-Jones também é co-fundadora da Ida B. Wells Society for Investigative Reporting, uma organização de treinamento e orientação voltada para aumentar o número de repórteres investigativos negros. Atualmente, Hannah-Jones é considerada uma das cem pessoas mais influentes do mundo, pela revista Time.

## Biografia

### Vida Pessoal
Hannah-Jones nasceu em 9 de abril de 1976, na cidade de Waterloo, em Iowa. Filha de Cheryl A. Novotny e Milton Hannah e tem duas irmãs.
Estudou na Longfellow Elementary School e depois seus pais a transferiram para Kingsley Elementary School. Estudo na Hoover Middle School e se formou na West High School, em 1994.
No ano de 1998, fez bacharelado em história e estudos afro-americanos pela Universidade de Notre Dame e fez mestrado em jornalismo e comunicação de massa pela Universidade da Carolina do Norte, em Chapel Hill.
Em 2000, Hannah-Jones casou com Faraji Hannah-Jones e em 2011 tiveram uma filha chamada Najya Hannah-Jones. Eles moram em Bedford-Stuyvesant, no Brooklyn.

### Carreira
Hannah-Jones trabalhou como escritora na Raleigh News & Observer entre os anos de 2003 e 2006. Que cobria a área educacional. Em 2006, Hannah-Jones começou a trabalhar para The Oregonian, escrevendo sobre demografia, o governo e censo. No ano de 2007, escreveu para a Comissão Kerner sobre o impacto dos motins de Watts na comunidade. Em 2008, viajou para Cuba, através de uma bolsa de estudos do Instituto de Estudos Avançados de Jornalismo, para estudar a saúde universal e o sistema educacional de Cuba. No ano de 2011, Hannah-Jones entrou para a ProPublica, em Nova York, para escrever sobre direitos civis e pesquisar sobre redlining e a falta de aplicação do Fair Housing Act for minorities. Em 2015, começou a trabalhar como repórter investigativa para The New York Times Magazine, com foco em racismo sistêmico e institucional. Ganhou o Prêmio Pulitzer, com o Projeto 1619, que aborda as consequências da escravidão.
Em 2020, Hannah-Jones entrou para a Society of American Historians e, em 2021, para North Carolina Media Hall of Fame e a fazer parte do corpo docente da Universidade Howard, com a Knight Chair in Race and Journalism.

## Prêmios
- Prêmio Pulitzer[1]
- MacArthur Fellowship[1]
- Prêmio Peabody[1]
- George Polk Awards (duas vezes)[1]
- National Magazine Awards (três vezes)[1]
- John Chancellor Awards[1]
- Jornalista do Ano pela National Association of Black Journalists[1]
- Jornalista do Ano pelo Newswomen's Club of New York[1]
- TIME100 - As 100 pessoas mais influentes no mundo (2021).[3]

## Livros
- The 1619 Project[8]
- The Problem We All Live With[4]